# La Carlota City

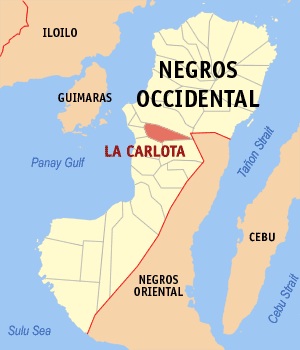
La Carlota Citys läge i provinsen Negros Occidental.

La Carlota City är en stad i Filippinerna. Den ligger i provinsen Negros Occidental i regionen Västra Visayas och har 56 408 invånare(folkräkning 1 maj 2000).
Staden är indelad i 14 smådistrikt, barangayer, varav 9 är klassificerade som landsbygdsdistrikt och 5 som tätortsdistrikt.